# Czosnek skalny
Czosnek skalny (Allium lusitanicum Lam.) – gatunek roślin z rodziny amarylkowatych. Występuje w znacznej części Europy z wyjątkiem północy i wschodu. W Polsce występuje głównie na południu, szczególnie w Tatrach i Pieninach.

## Morfologia

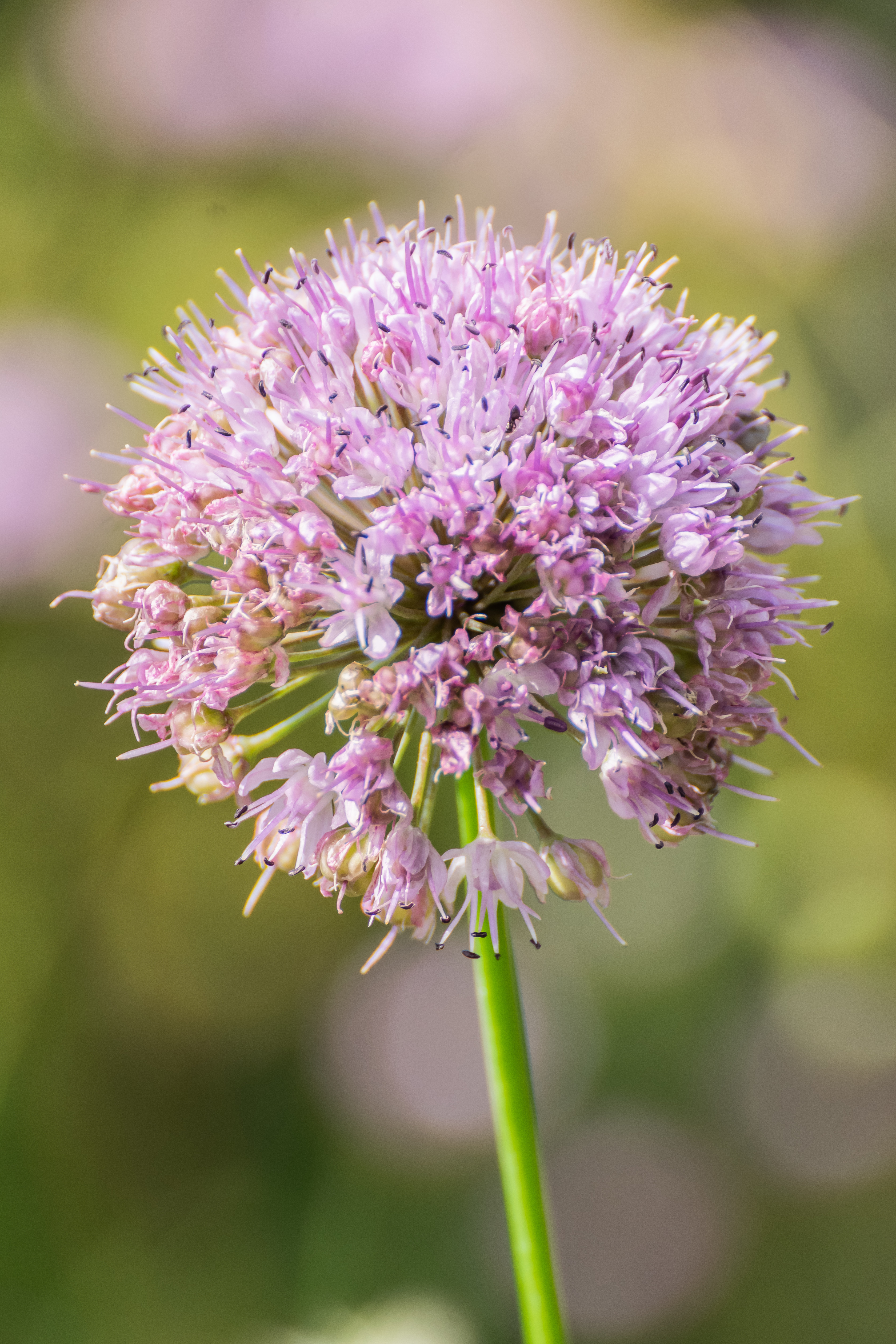
Kwiatostan

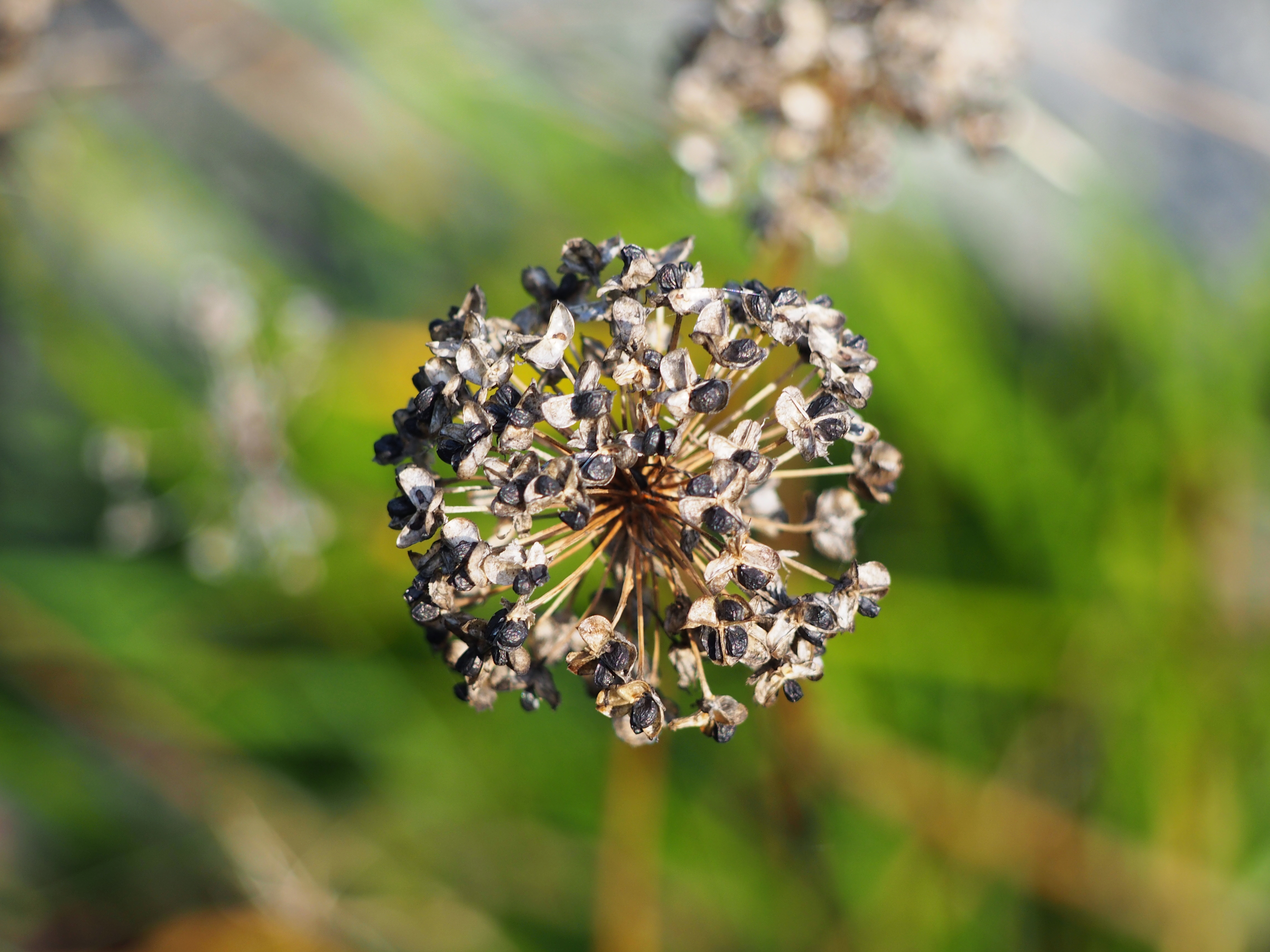
Owoce

ŁodygaWykształca się w postaci tzw. piętki w cebuli podziemnej i obłego głąbika zwieńczonego kwiatostanem w czasie kwitnienia. W górnej części głąbik jest spłaszczony i kanciasty, ma wysokość 5–30(50) cm.
Część podziemnaLiczne, cienkie i prawie obłe cebule wyrastające na skośnym kłączu.
LiścieTylko odziomkowe, płaskie, równowąskie, o szerokości 2–3 mm i 5–11 nerwach.
KwiatyZebrane w kulisty, gęsty baldach bez cebulek. Występują 2–3 jajowate, trwałe okrywy, 2-3-krotnie krótsze od kwiatostanu. Szypułki kwiatów są gładkie i 2–4 razy dłuższe od kwiatów. Działki okwiatu koloru liliowego lub różowego, o długości 5-6 mm. Pręciki o nitkach bez ząbków, dużo dłuższe od działek.

## Biologia i ekologia
Bylina, geofit. Kwitnie w lipcu i sierpniu. Liczba chromosomów 2n=32. Występuje na suchych i skalistych miejscach, głównie na skałach i naskalnych murawach. Gatunek charakterystyczny dla związku zespołów (All.) Seslerio-Festucion duriusculae i Ass. Carici sepervirentis-Festucetum (regionalnie).